# Gonamytta
Gonamytta is een geslacht van rechtvleugeligen uit de familie sabelsprinkhanen (Tettigoniidae). De wetenschappelijke naam van dit geslacht is voor het eerst geldig gepubliceerd in 1965 door Beier.

## Soorten
Het geslacht Gonamytta omvat de volgende soorten:
- Gonamytta hintheliana Griffini, 1908
- Gonamytta occidentalis Karsch, 1890